# André Leal Amaral

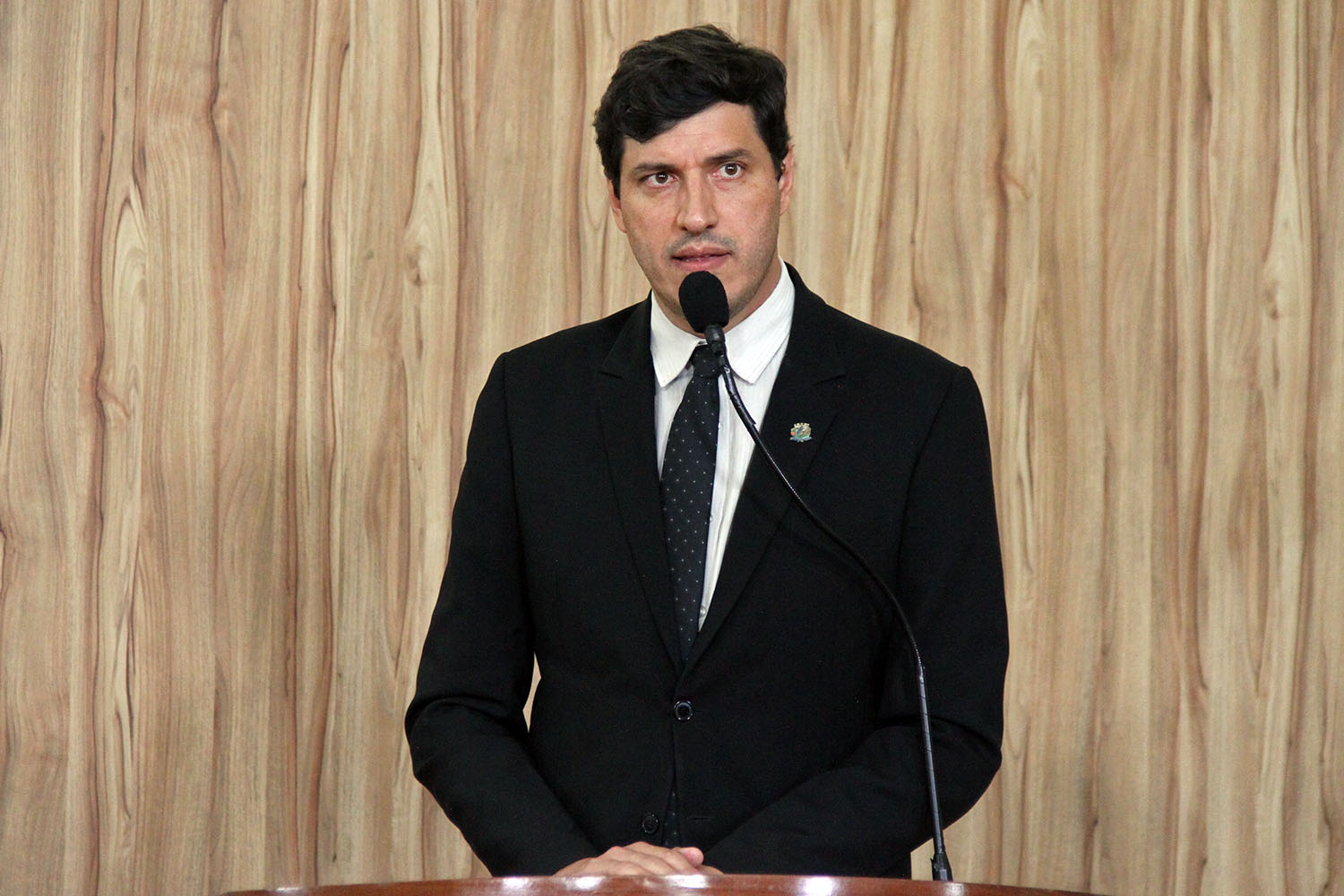
André Amaral, durante o uso de tribuna na Câmara Municipal de Valinhos

André Leal Amaral (Angra dos Reis, 03 de maio de 1982) é um político brasileiro, do Estado de São Paulo. Atualmente é vereador na cidade de Valinhos/SP.
Em 2016, André Amaral candidatou-se pela primeira vez pelo PSDB e foi eleito com 1041 votos. Durante seu mandato, ele coordenou com êxito as comemorações do Bicentenário da Independência do Brasil em parceria com a Câmara Municipal de Valinhos, um marco histórico para a cidade.
Sua liderança comunitária também é notável, refletindo sua paixão pela promoção da vida, da família e do bem comum. Amaral fundou o Grupo de Jovens Nova Geração na Paróquia São Sebastião em 2005 e coordenou a juventude da Renovação Carismática Católica em âmbito arquidiocesano e estadual, demonstrando seu compromisso com valores e envolvimento comunitário.
Em 2020, filiou-se ao PSD e foi reeleito com 1242 votos.